# Wereldfederatie van democratische jeugd
De Wereldfederatie van democratische jeugd (WFDY) is een socialistische jeugdfederatie, erkend door de Verenigde Naties als een internationale niet-gouvernementele jeugdorganisatie. De federatie beschrijft zichzelf als een "anti-imperialistische", "anti-fascistische" en linkse organisatie. Ze werd gesticht te Londen in 1945 als een brede internationale jeugdbeweging, georganiseerd in de context van de nadagen van de Tweede Wereldoorlog. Aan het begin van de Koude Oorlog trokken vrijwel alle westerse organisaties zich terug vanwege de associatie met de Sovjet-gerichte socialistische en communistische partijen. Het hoofdkwartier is gevestigd in Boedapest, Hongarije.
Toen de Sovjet-Unie en het oostblok ineenstortten, belandde de wereldfederatie in een crisis.  Door het wegvallen van de grootste organisatie, de Sovjet-Russische Komsomol, ontstond er een conflict over de koers van de beweging. Sommigen wilden een meer apolitieke structuur, anderen ijverden voor een openlijk (extreem-)linkse federatie. De organisatie overleefde de crisis van 1989-1992, en is vandaag de dag nog altijd een actieve internationale jeugdorganisatie.
De grootste activiteit is het Wereldfestival voor jeugd en studenten (in Nederland vooral bekend onder de naam Wereldjeugdfestival). Het 16e festival werd in 2005 in Venezuela gehouden. Het 17e festival zou worden gehouden in Minsk, Wit-Rusland in 2009, maar nadat dit land zich terugtrok uit de organisatie, werd het festival uitgesteld naar 2010 en verplaatst naar Zuid-Afrika.
In Nederland was het ANJV officieel lid van de WFDY. Sinds het wegvallen van het ANJV in de jaren 90 is de in 2003 (her)opgerichte CJB lid geworden. In België is de COMAC lid van de WFDY.

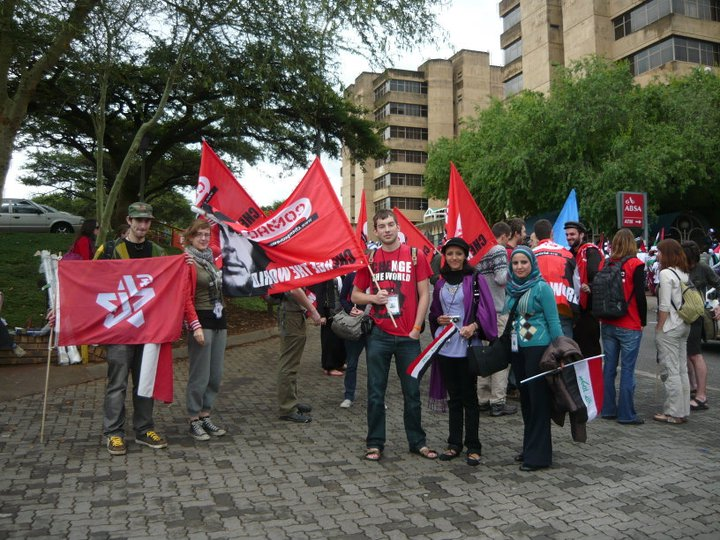
CJB en COMAC op het 17e Wereldjeugdfestival in Zuid-Afrika 2010